# Слиц, Антон Иванович
Антон Иванович Слиц (20 апреля (5 мая) 1894, д. Онзули, ныне Прейльский район, Латвия — 27 июля 1945, Москва) — советский военачальник, генерал-майор (1944). Герой Советского Союза (21.07.1944).

## Начальная биография
Антон Иванович Слиц родился 20 апреля (5 мая) 1894 года в деревне Онзули Мадонского уезда в семье служащих. Белорус.
Получил начальное образование. Работал строгальщиком по металлу на машиностроительном заводе «Атлас» в г. Рига.

## Военная служба

### Первая мировая война
В январе 1915 года мобилизован на службу в Русскую императорскую армию и зачислен в 265-й запасной пехотный батальон в г. Ельня Смоленской губернии. В мае окончил учебную команду этого полка и был направлен на Западный фронт Первой мировой войны, где воевал взводным унтер-офицером в 18-м Вологодском пехотном полку. В 1917 году окончил школу подпрапорщиков 5-й пехотной дивизии и служил командиром пулемётного взвода. В феврале 1918 года демобилизован подпрапорщиком. Работал сторожем городской бани в Витебске.

### Гражданская война в России
В мае 1918 года призван в РККА и зачислен во 2-й Витебский стрелковый полк. Участник Гражданской войны в России. В том же месяце был избран командиром роты и воевал с полком на Южном фронте против войск генералов П. Н. Краснова и А. И. Деникина. С октября командовал батальоном в 130-м стрелковом полку 16-й стрелковой дивизии. С января по март 1919 года находился на лечении в госпитале. По возвращении в дивизию командовал ротой в 140-м стрелковом полку. 25 мая с батальоном под станицей Каменская попал в плен. Будучи в плену, до 19 июня работал по строительству мостов в районе Острогожска, затем бежал. С июля служил в прежней 16-й стрелковой дивизии имени В. И. Киквидзе помощником начальника дивизионной учебной команды младшего комсостава, с ноября — командиром роты 140-го стрелкового полка и комендантом 2-й бригады, с мая 1920 года — врид командира батальона и политруком роты в 140-м стрелковом полку. В 1920 году вступил в ряды РКП(б). Участвовал в боях с деникинскими войсками в районе Острогожска, в августовском контрнаступлении Южного фронта, в Воронежско-Касторненской операции и наступлении в Донской области, в Ростово-Новочеркасской, Доно-Манычской, Тихорецкой и Кубано-Новороссийской операциях. Летом 1920 года с дивизией был переброшен на Западный фронт и сражался в ходе советско-польской войны под Полоцком, Островом, Пултуском и Минском. С января по май 1921 года находился на курсах среднего комсостава при штабе дивизии, по возвращении в полк командовал ротой и батальоном. На фронтах Гражданской войны был дважды ранен.

### Межвоенное время
С октября 1922 по февраль 1924 года командовал взводом и ротой в дивизионной школе младшего комсостава, затем вновь в 140-м стрелковом полку служил в должностях командира стрелковой и пулемётной рот, начальника штаба и помощника командира батальона. В период с октября 1924 по сентябрь 1925 года прошёл подготовку на повторных курсах начсостава в Ленинградском военном округе. С октября 1931 по апрель 1932 года находился на разведывательных курсах усовершенствования комсостава (КУКС) при IV управлении Штаба РККА, затем был назначен помощником начальника пограничного разведывательного пункта (ПРП) при штабе Ленинградского ВО. С сентября 1937 года — помощник начальника штаба и врио начальника штаба 229-го стрелкового полка 73-й стрелковой дивизии Сибирского военного округа (Славгород). В июле 1938 года был арестован органами НКВД СССР и по 29 января 1940 года находился в тюрьме под следствием.
После восстановления в кадрах РККА в июне 1940 года назначен начальником штаба 223-го стрелкового полка 53-й стрелковой дивизии Приволжского военного округа (Аткарск Саратовской области).

### Великая Отечественная война

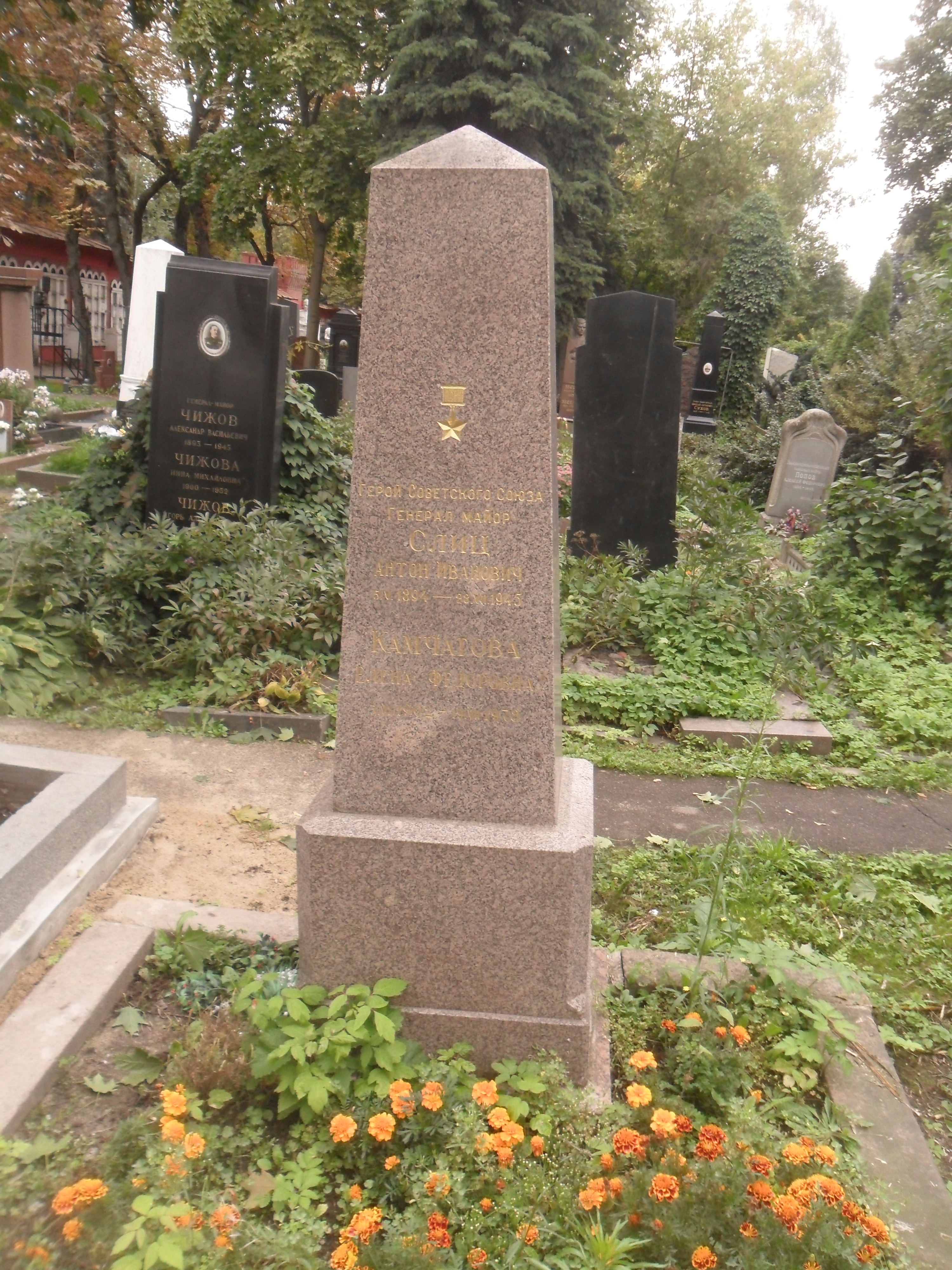
Могила Слица на Новодевичьем кладбище Москвы.

С началом Великой Отечественной войны дивизия убыла на Западный фронт и с 10 июля 1941 года в составе 61-го стрелкового корпуса 13-й армии участвовала в боях в районе города Шклов, где была окружена. Прорвав кольцо окружения, её части сумели выйти к своим на реку Десна в районе Ельни. В том же месяце майор  Слиц принял командование этим полком. С 28 июля по 2 октября дивизия в составе 43-й армии Резервного фронта оборонялась по р. Десна в районе Большая и Малая Липня — Якимовичи, затем участвовала в Вяземской оборонительной операции на звенигородском направлении. В октябре подполковник  Слиц назначен командиром 438-го стрелкового полка 129-й стрелковой дивизии и в составе Западного фронта участвовал с ним в битве за Москву. 5 января 1942 года переведен на должность командира 1293-го стрелкового полка 160-й стрелковой дивизии. В составе 33-й армии Западного фронта дивизия участвовала в Ржевско-Вяземской наступательной операции, в освобождении города Верея.
С 5 февраля по 20 апреля 1942 года дивизия вела бои в окружении. После выхода из окружения дивизия пополнилась личным составом и в течение июня — июля занимала оборону на тыловом армейском рубеже в районе посёлка Шанский Завод. Затем вела оборонительные бои на гжатском направлении. С 8 апреля 1943 года полковник А. И. Слиц вступил в должность заместителя командира 160-й стрелковой дивизии. С 10 июля 1943 по 15 января 1944 года он находился в резерве Ставки ВГК и на учёбе в Высшей военной академии имени К. Е. Ворошилова).
24 февраля 1944 года был назначен командиром 42-й стрелковой дивизии, находившейся в резерве 33-й армии. С 8 июня дивизия вошла в состав 49-й армии 2-го Белорусского фронта и участвовала в Белорусской, Могилевской, Минской и Белостокской наступательных операциях. Только за первые дни Белорусской операции, с 22 по 30 июня 1944 года, дивизия под его командованием прошла с боями свыше 100 километров, форсировав при этом реки Бася, Днепр и Друть, а также освободив свыше 300 населённых пунктов. При этом дивизией уничтожено 1837 солдат и офицеров противника, 19 танков, 23 артиллерийских орудия. Захвачено 109 пленных и большие трофеи.
Указом Президиума Верховного Совета СССР от 21 июля 1944 года за умелое командование стрелковой дивизией, образцовое выполнение боевых заданий командования на фронте борьбы с немецко-фашистскими захватчиками и проявленные при этом мужество и героизм полковнику Антону Ивановичу Слицу присвоено звание Героя Советского Союза с вручением ордена Ленина и медали «Золотая Звезда» (№ 3860).
Постановлением СНК СССР от 15 июля 1944 года № 878 полковнику Антону Ивановичу Слицу присвоено воинское звание «Генерал-майор».
Принимая участие в составе 69-го стрелкового корпуса (50-я армия, 2-й Белорусский фронт), 42-я стрелковая дивизия наряду с войсками 3-го Белорусского фронта проявила себя в ходе Белостокской и Вильнюсской операций, освободив 16 июля 1944 года город Гродно. 14 сентября 1944 года части 42-й стрелковой дивизии вышли к реке Нарев, а в октябре — захватили плацдарм на противоположном берегу. За форсирование рек Проня и Днепр дивизия была награждена орденом Красного Знамени (10.7.1944), а за освобождение города Гродно — орденом Кутузова 2-й степени (25.7.1944).
С 30 октября по 20 ноября 1944 года находился на лечении, а в декабре 1944 года генерал-майор А. И. Слиц продолжил службу в инспекции пехоты Красной Армии.
За время войны Слиц был пять раз упомянут в благодарственных в приказах Верховного Главнокомандующего.
Жил в Москве, где и умер 27 июля 1945 года. Похоронен на Новодевичьем кладбище (участок № 4, ряд № 11).

## Награды и звания
- Герой Советского Союза (1944)
- Медаль «Золотая Звезда» (21.06.1944)
- Два ордена Ленина (21.06.1944, 21.02.1945[5]);
- Орден Красного Знамени (03.11.1944[5]);
- Орден Александра Невского (22.05.1943);
- Орден Красной Звезды (15.03.1942);
- Медали.

## Память
Личные архивные фонды генерал-майора Антона Ивановича Слица хранятся в Белорусском Государственном музее истории Великой Отечественной войны, отдел № 2, 7 единиц хранения, 1942-44 годов.
Имя А.И. Слица носит одна из улиц города Гродно.